# Diplonevra dohrniphoroidea
Diplonevra dohrniphoroidea är en tvåvingeart som beskrevs av Assmuth 1919. Diplonevra dohrniphoroidea ingår i släktet Diplonevra och familjen puckelflugor.
Artens utbredningsområde är Bismarckarkipelagen. Inga underarter finns listade i Catalogue of Life.